# Villa de l'Astrolabe
La villa de l'Astrolabe est une voie située dans le quartier Necker du 15e arrondissement de Paris, en France.

## Situation et accès
Elle débute 119, rue de Vaugirard et se termine 17, villa du Mont-Tonnerre.
Avec la villa du Mont-Tonnerre, la villa de l'Astrolabe forme une boucle qui commence et finit rue de Vaugirard.

## Origine du nom
Elle a été nommée en souvenir du navire l'Astrolabe de Jean-François de La Pérouse utilisé lors de son voyage de circumnavigation.

## Historique
Ancienne « impasse Béranger » ouverte vers 1824, devenue « impasse de l'Astrolabe » puis « Impasse de l'Astrolabe », cette voie prend son appellation « villa de l'Astrolabe » par arrêté municipal du 5 février 2001.

## Bâtiments remarquables et lieux de mémoire
- Le no 1 villa de l'Astrolabe possède également les adresses 117 et 119 rue de Vaugirard[1], l'immeuble ayant sa façade principale sur la rue. C'était avant guerre là qu'habitait Élisabeth Roserot de Meslin. Durant l'Occupation, son appartement servait de boite aux lettres au réseau Cohors de Jean Cavaillès[2]. Différents agents du réseau sonnaient chez la vieille dame pour lui remettre leurs rapports, qu'ensuite elle remettait rassemblés dans les mains d'un agent de liaison. Quelques réunions de la direction du réseau s'y sont tenues jusqu'à ce qu'en mai 1943, le Sicherheitsdienst opère une perquisition[3].
- Dans les années 1950, l'école Fleuri-Delaporte avait ses locaux dans la villa.
- au no 11, petit atelier d'artistes[4].
- au no 12 habita de 1861 à 1871 Nathalie Lemel, animatrice de l'Union des femmes pendant la Commune de Paris.